# Brooklyn Nets
 Brooklyn Nets (tidligere New Jersey Nets) er et basketballhold i 
Holdet var fra 1977 til 2012 kendt som New Jersey Nets. Før det har det også heddet New Jersey Americans og New York Nets.
Ejerne af Brooklyn Nets omfatter blandt andet rapperen Jay-Z.

## Nuværende profiler
- Kevin Durant
- Kyrie Irving